# Найджел Дабіньянба
Найджел Дабиньянба (англ. Nigel Dabinyaba, нар. 26 жовтня 1992) — папуаський футболіст, нападник клубу «Пенанг».
Виступав, зокрема, за клуби «Хекарі Юнайтед» та «Лае Сіті Двеллерз», а також національну збірну Папуа Нової Гвінеї.

## Клубна кар'єра
У дорослому футболі дебютував 2011 року виступами за команду клубу «Хекарі Юнайтед», в якій провів чотири сезони. Своєю грою за цю команду привернув увагу представників тренерського штабу клубу «Лае Сіті Двеллерз», до складу якого приєднався 2015 року. Відіграв за команду з Лае наступний сезон своєї ігрової кар'єри.
Після вистпів на Кубку націй ОФК 2016 року підписав короткостроковий контракт з клубом «Вестерн Прайд», який виступав у Прем'єр-лізі Квінсленду. Під час свого дебюту в клубі він став єдиним гравцем національної збірної, який виступав у чемпіонаті, а також лише другим гравцем в історії клубу, який мав досвід виступів у футболці національної збірної. 6 серпня 2016 року дебютував у переможному для «Вестерн Прайд» матчі проти «Морітон Бей Юнайтед». До складу клубу «Кентербері Юнайтед» приєднався 2016 року. Проте вже в 2017 році, так і не зігравши жодного матчу в футболці новозеландського клубу, підписав контракт з малазійською командою «Пенанг».

## Виступи за збірну
В 2011 році захищав кольори збірної Папуа Нової Гвінеї на Кубку націй ОФК U-20, на турнірі зіграв три матчі групового етапу, був найпомітнішим гравцем в матчах проти Вануату та Фіджі. Забитими м'ячами відзначився в воротах збірних Американського Самоа та Вануату. В наступному році був у складі збірної, яка змагалася в кваліфікації до Олімпіади 2012, але збірна посіла четверте місце. Відзначився забитим голом у ворота збірної Тонга та допоміг збірній Папуа Нової Гвінеї здобути перемогу з рахунком 3:0.
9 січня 2014 року дебютував у складі головної збірної країни в переможному (2:1)товариському матчі проти Сінгапуру. Два роки по тому був викликаний до складу збірної для участі в Кубку націй ОФК 2016 року. На турнірі зіграв два матчі проти Самоа та один проти Соломонових Островів. Наразі провів у формі головної команди країни 11 матчів, забивши 5 голів.
У складі збірної був учасником кубка націй ОФК 2016 року у Папуа Новій Гвінеї, де разом з командою здобув «срібло».

## Голи за збірну
Станом на 14 листопада 2016 року
| Ном. | Дата              | Місце                                         | Гра | Суперник           | Рахунок | Результат | Змагання             |
| ---- | ----------------- | --------------------------------------------- | --- | ------------------ | ------- | --------- | -------------------- |
| 1    | 5 червня 2016     | Сер Джон Гайс, Порт-Морсбі, Папуа Нова Гвінея | 6   | Самоа              | 4–0     | 8–0       | Кубок націй ОФК 2016 |
| 2    | 5 червня 2016     | Сер Джон Гайс, Порт-Морсбі, Папуа Нова Гвінея | 6   | Самоа              | 7–0     | 8–0       | Кубок націй ОФК 2016 |
| 3    | 8 червня 2016     | Сер Джон Гайс, Порт-Морсбі, Папуа Нова Гвінея | 7   | Соломонові Острови | 2–1     | 2–1       | Кубок націй ОФК 2016 |
| 4    | 10 листопада 2016 | Шах-Алам, Шах-Алам, Малайзія                  | 10  | Іран               | 1–2     | 1–8       | Товариський          |
| 5    | 14 листопада 2016 | Шах-Алам, Шах-Алам, Малайзія                  | 11  | Малайзія           | 1–0     | 1–2       | Товариський          |

## Титули і досягнення
- Срібний призер Кубка націй ОФК: 2016